# Gertrude Olmstead
Gertrude Olmstead, bürgerlich Gertrude Leonard, (* 13. November 1897 in Chicago, Illinois, Vereinigte Staaten; † 18. Januar 1975 in Beverly Hills, Kalifornien) war eine US-amerikanische Schauspielerin der Stummfilmzeit.

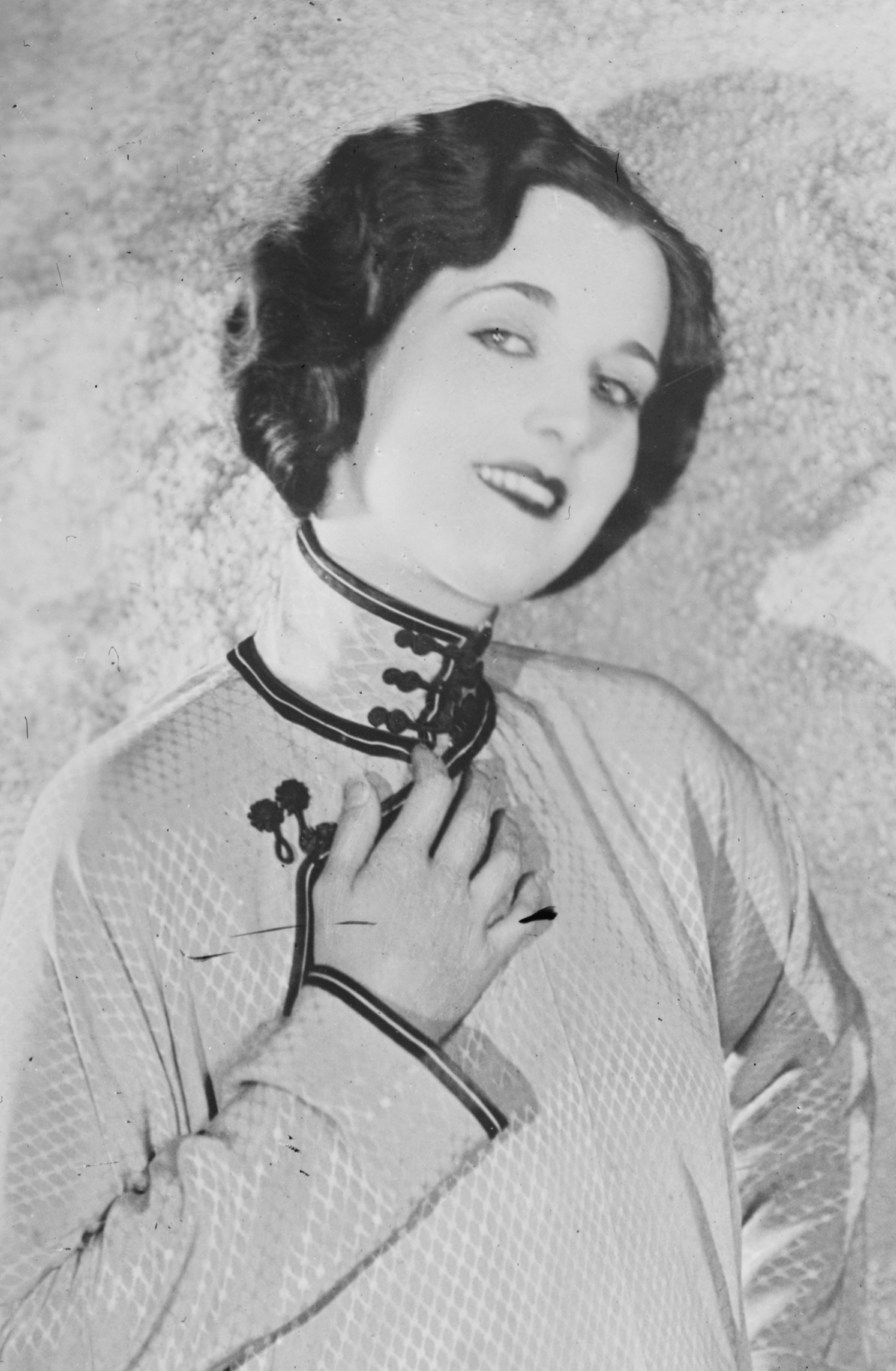
Gertrude Olmstead (1927)

## Leben und Wirken
Über Gertrude Olmsteads jungen Jahre ist kaum etwas bekannt. Sie gewann 1920 bei einem Schönheitswettbewerb, der im Rahmen der Tagung des Elk Clubs veranstaltet wurde gegen 5.900 Konkurrentinnen. Der Preis war ein Studiovertrag im Wert von 10.000 US-Dollar in Hollywood. Olmstead begann daraufhin ihre Leinwandkarriere in kurzen Western für Universal Motion Picture Company an der Seite von Hoot Gibson. Im Laufe des Jahrzehnts war Olmstead unter Vertrag bei MGM und übernahm Nebenrollen in größeren Produktionen wie Der feindliche Gast an der Seite von John Gilbert oder neben Rudolph Valentino und Nita Naldi in Cobra. Sie war die Leading Lady von Lon Chaney senior in Dr. Palmers unheimliches Haus und hatte einen Auftritt in Fluten der Leidenschaft, dem US-Debüt von Greta Garbo. Olmstead beendete ihre Karriere nach nicht einmal zehn Jahren in der Übergangszeit vom Stumm- zum Tonfilm nach 60 Kinoproduktionen. Gertrude Olmstead heiratete 1926 den Filmregisseur Robert Z. Leonard und zog sich ins Privatleben zurück. Die Ehe hielt bis Leonards Tod 1968, sie selbst starb sieben Jahre später.

## Filmografie (Auswahl)
- 1920: Tipped Off (Kurzfilm)
- 1921: The Driftin’ Kid (Kurzfilm)
- 1921: Sweet Revenge (Kurzfilm)
- 1921: Kickaroo (Kurzfilm)
- 1921: The Fightin’ Fury (Kurzfilm)
- 1921: Out o’ Luck (Kurzfilm)
- 1921: The Cactus Kid (Kurzfilm)
- 1921: The Big Adventure
- 1921: The Fighting Lover
- 1921: The Fox (Verschollen)
- 1921: Shadows of Conscience
- 1922: Westward Whoa! (Kurzfilm)
- 1922: The Phantom Terror (Kurzfilm)
- 1922: The Scrapper
- 1922: Friday, the Thirteenth (Kurzfilm)
- 1922: A Blue-Jacket’s Honor (Kurzfilm)
- 1922: The Adventures of Robinson Crusoe
- 1922: The Loaded Door
- 1923: Fighting Blood
- 1923: One of Three (Kurzfilm)
- 1923: God’s Law (Kurzfilm)
- 1923: The Guilty Hand (Kurzfilm)
- 1923: Hard to Beat (Kurzfilm)
- 1923: The Fight for a Mine (Kurzfilm)
- 1923: The Wandering Two (Kurzfilm)
- 1923: Better Than Gold (Kurzfilm)
- 1923: In Hock (Kurzfilm)
- 1923: Trilby
- 1923: Der feindliche Gast (Cameo Kirby)
- 1924: George Washington Jr. (Verschollen)
- 1924: Tom Mix im Damenstift (Ladies to Board)
- 1924: A Girl of the Limberlost
- 1924: Babbitt
- 1924: Lovers’ Lane
- 1924: Verwöhnte junge Damen (Empty Hands)
- 1924: Life’s Greatest Game
- 1925: Dr. Palmers unheimliches Haus (The Monster)
- 1925: Warum sollte er nicht …? (California Straight Ahead!)
- 1925: Time, the Comedian
- 1925: Cobra
- 1926: Sweet Adeline
- 1926: Fluten der Leidenschaft (Torrent)
- 1926: Monte Carlo
- 1926: Der Tölpel (The Boob)
- 1926: Puppets
- 1926: Alles Schwindel (The Cheerful Fraud)
- 1927: Herr Wu (Mr. Wu)
- 1927: The Callahans and the Murphys
- 1927: Becky
- 1927: Jackie, der Schiffsjunge (Buttons)
- 1927: Life in Hollywood No. 7 (Kurzfilm)
- 1928: The Cheer Leader
- 1928: A Woman Against the World (Verschollen)
- 1928: Sporting Goods
- 1928: Bringing Up Father
- 1928: Green Grass Widows
- 1928: Hit of the Show
- 1928: Midnight Life
- 1928: Sweet Sixteen
- 1928: Passion Song
- 1928: Hey Rube!
- 1929: The Lone Wolf’s Daughter
- 1929: Sonny Boy
- 1929: The Time, the Place and the Girl
- 1929: The Show of Shows